# Jan De Bock

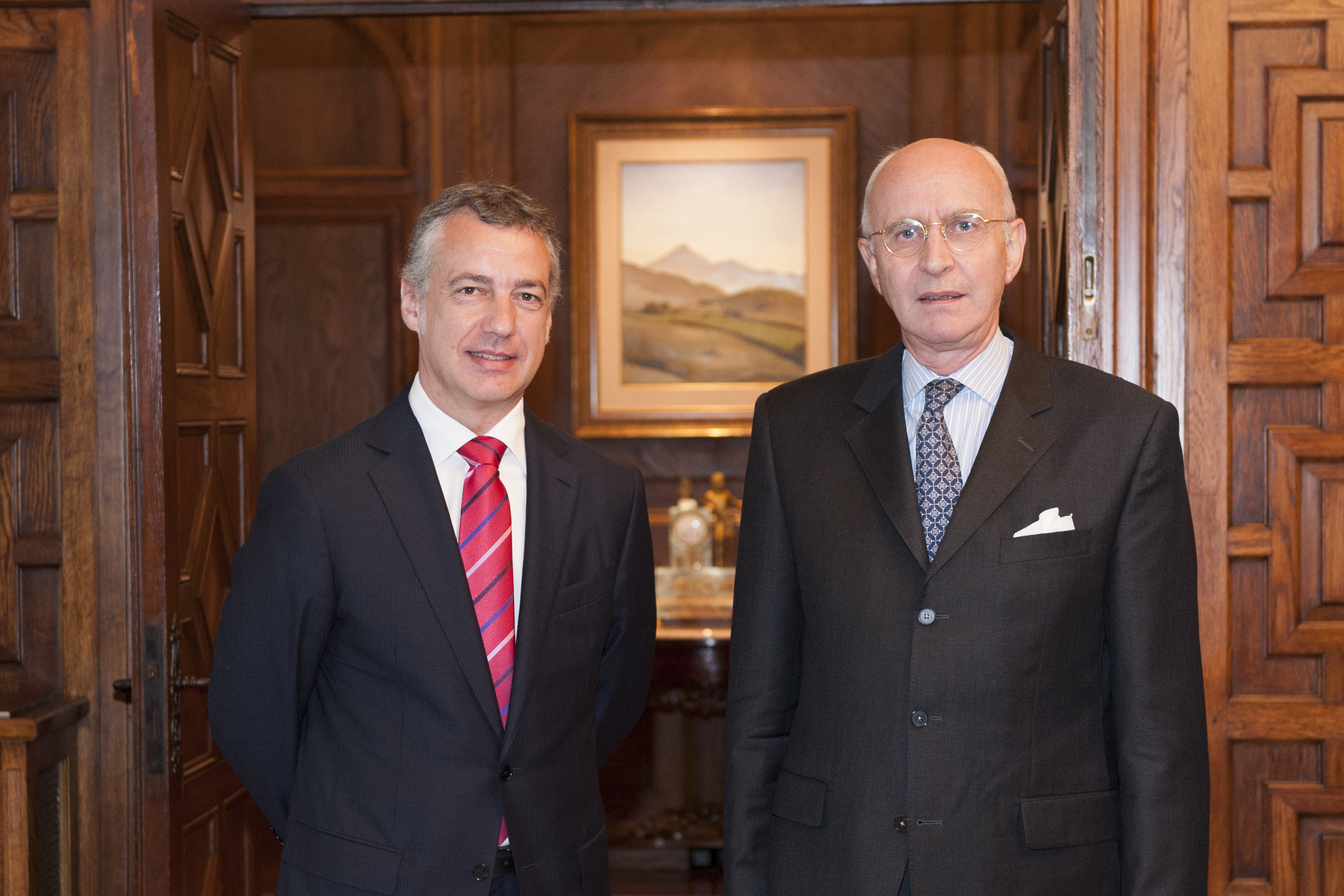
Iñigo Urkullu Renteria en Jan De Bock (2013)

Jan Jozef Hendrik De Bock (Ekeren, 30 juni 1949) is een Belgisch voormalig diplomaat.

## Biografie
Jan De Bock liep school aan het Koninklijk Atheneum in Mortsel en studeerde internationaal en Europees recht aan de Rijksuniversiteit Gent (1973). Hij ging in 1975 in dienst bij Buitenlandse Zaken. Hij was achtereenvolgens op post in Wenen, Genève, Moskou, New York en Bonn. Van 1992 tot 1994 was hij was adjunct-permanent vertegenwoordiger bij de Europese Unie. De Bock was in deze hoedanigheid gedurende zes maanden voorzitter van het Comité van Permanente Vertegenwoordigers (COREPER I) tijdens het Belgische voorzitterschap in 1993. Van 1994 tot 1997 was hij kabinetschef van ministers van Buitenlandse Zaken Frank Vandenbroucke en Erik Derycke (SP) en van 1997 tot 2002 secretaris-generaal van het ministerie van Buitenlandse Zaken, Buitenlandse Handel en Internationale Samenwerking.
Van 2002 tot 2007 was hij permanent vertegenwoordiger bij de Europese Unie, van 2007 tot 2011 ambassadeur in Rome, tevens geaccrediteerd in Albanië en San Marino en van 2011 tot 2014 ambassadeur in Madrid, tevens geaccrediteerd in Andorra.
In 2015 werd De Bock internationaal secretaris van de sp.a, waar hij adviseerde in Europese en internationale aangelegenheden. In deze functie werd hij in 2019 door Tine Soens opgevolgd.
Sinds 2016 is hij voorzitter van de raad van bestuur van CERIS, een internationale hoger onderwijsinstelling voor postgraduaatopleidingen in Brussel.